# Bohemistika
Bohemistika je veda, ki se ukvarja s češkim jezikom in književnostjo.

## Zgodovina bohemistike in razvoj knjižnega jezika

### Začetki preučevanja češčine
Bartoloměj iz Chlumce (okoli 1320–1379), znan tudi kot Klaret, je bil češki pisatelj, leksikograf, kanonik v Katedrali sv. Vida in profesor na Karlovi univerzi v Pragi. Z deli Bohemarius, Glossarius in Vokábulář gramatický je prvi oblikoval češko jezikoslovno terminologijo. Napisal je še manjši slovar Exemplarius. Nekatere tvorjenke so v rabi še danes.
Jan Hus (okoli 1370–1415) je v delu Orthographia Bohemica (Češki pravopis) odstranil digrafe in uvedel diakritična znamenja, ki jih Čehi uporabljajo še danes.

### Obdobje humanizma
Češki humanisti 15. stoletja (npr. Viktorin Kornel) so zagovarjali češčino pred očitki, da je v primerjavi z latinščino nepopolna, in zatrjevali, da ji je češčina po leksikalni in stilistični strani enakovredna.
Trije duhovniki reda Unitas Fratrum Václav Beneš Optát iz Telče, Petr Gzela iz Prage in Václav Philomates (tudi Filomates) so v sredini 16. stoletja sestavili prvo slovnico češkega jezika – Gramatika česká v dvojí stránce (Češka slovnica v dveh delih), ki je posebej pomembna za glasoslovje in oblikoslovje. 
Prvi del (Ortographia) sta napisala Beneš Optát in Petr Gzela, drugi del (Etymologia) je delo  Václava Philomatesa.
Škof Jan Blahoslav (1523–1571) je iz latinščine in grščine prevedel Nový zákon (Novo zavezo, prevod objavljen 1564), s tem pa dal vzpodbudo za nastanek Bible kralické (prvi prevod Biblije iz hebrejščine, armenščine in grščine, 1576–1594). Blahoslavov jezik je postal model za poznejše prevode.
Dvajset let je posvetil (Češki slovnici) Gramatica česká in jo končal tik pred svojo smrtjo.
Matouš Benešovský, imenovani Philomonus, je avtor dveh jezikovnih del. Grammatica Bohemica (1577) in Knížka slov českých vyložených (Knjiga čeških besed, 1587).
Leksikograf Daniel Adam z Veleslavína (1546–1599) je sestavil štirijezični (latinsko-grško-češko-nemški) slovar Silva quadrilinguis (1598).

### Obdobje baročnih slovnic
V obdobju baroka (približno 1620–1770) se je povečalo zanimanje za gramatiko: Grammatica Boemica (1660) Jana Drachovskéha in Brus jazyka českého (1667) Jiříha Konstanca, čigar delo je po njegovi smrti objavil M. V. Šteyer. Najpomembnejše izvirno slovnično delo je Čechořečnost, seu Grammatica linguae Bohemicae Václava Jana Rosyja (1672).

### Narodni preporod
Za utemeljitelja moderne znanstvene bohemistike (tudi slavistike) velja Josef Dobrovský (1753–1829), ki je bil tudi vodilna osebnost prve »prebujenjske« generacije, ki je:
- raziskala češki jezik kot predmet teoretične študije, opisala njegov zgodovinski razvoj in trenutno stanje;
- ustvarila temelje češkega knjižnega jezika z zagotavljanjem novih, enotnih standardov in izvajanjem njene kodifikacije;
- opisala razvoj in stanje češke literature.

Dobrovský je napisal Geschichte der böhmischen Sprache und Literatur (Zgodovina češkega jezika in književnosti, 1792). Njegovo naslednje delo  je Ausführliches Lehrgebäude der böhmischen Sprache (Podrobna slovnica češkega jezika, 1809). Navezoval se je na humanistično češčino iz Bible kralické in njegovi normativni predlogi so bili z nekaj izjemami kmalu sprejeti. Tretji pomemben dosežek na področju bohemistike je dvodelni slovar Deutsch-böhmisches Wörterbuch (Nemško-češki slovar, 1802 in 1821).
Josef Jungmann (1773–1847) je avtor petzvezkovnega slovarja Slovník česko-německého (1834–1839), kjer je zbral približno 120.000 čeških besed. Za vir je imel češko literaturo in govorjeni jezik. S slovarjem je želel dokazati, da je češčina ravno tako bogata in popolna kot nemščina.

### Konec 19. in začetek 20. stoletja – pozitivizem
Jan Gebauer (1838–1907) je v delu Historická mluvnice jazyka českého (Zgodovinska slovnica češkega jezika) objavil tri poglavja Hláskosloví (Glasoslovje, 1894), Tvarosloví – Skloňování (Oblikoslovje – Sklanjanje, 1896) in Tvarosloví – Časování (Oblikoslovje – Spreganje,1898). Četrti del Zgodovinske slovnice češkega jezika – Skladba (Skladnja, 1929) je za izdajo uredil František Trávníček. Gebauer je napisal še Slovník staročeský (Slovar stare češčine, 1903) in Mluvnice česká pro školy střední a ústavy učitelské I, II (Češka slovnica za srednje šole in učiteljišča I, II, 1890).

## Kratka zgodovina ljubljanske bohemistike
Ob ustanovitvi ljubljanske univerze leta 1919 je bil eden prvih oddelkov Filozofske fakultete Seminar za slovansko filologijo. Bohemistika še ni bila samostojen študij. Obstajal je lektorat znotraj Seminarja.
Do samostojnega študija je prišlo leta 2004, ko je bila, poleg dveh drugih smeri nastalih iz nekdanjih lektoratov, vpeljana tudi nova študijska smer bohemistika (2004).
Zaradi bolonjske prenove študija in odločitve za dvostopenjski program (3 + 2) so v letih 2005–2007 v okviru dotedanjih študijskih programov nastali predlogi za prvostopenjske programe in bili do novembra 2008 akreditirani.

### Lektorji češkega jezika in ostali sodelavci
Ob ustanovitvi lektorata za češki jezik je leta 1922 v Ljubljano za lektorja prišel Václav Burian. Zaradi 2. svetovne vojne je Burian zapustil Ljubljano (1939). Nasledil ga je Boris Urbančič (1941/42), njegove lektorske vaje so bile v seznamu predavanj napovedane še za leti 1942/43 in 1943/44, vendar jih zaradi odhoda v partizane ni izvajal. B. Urbančič je lektorat ponovno vodil od 1947. leta, za njim pa je bil lektor France Bezlaj (1950/51–1953/54), nato je lektorat ponovno prevzel B. Urbančič (1955/56). 

Po Urbančičevi upokojitvi leta 1972 postane lektorica za češki jezik Albina Lipovec (1975), za njo je to mesto prevzela Bojana Maltarić (1998). Tuji lektorji so bili: Vladimir Blažek (1969/70–1970/71), Přemysl Hauser (1971/72–1973/74), Anna Šimková (1975/76–1977/78), Helena Polaková (1976/77–1984/85 in 1992–1997), Ladislav Brož, Csc. (1984/85–1987/88), Hana Kriaková (1988/89–1991/92), Eva Štěrbová (1998–2000), Petra Stankovska (2000–2005), Jana Šnytová (2015–2015), Zdenka Kohoutková (2015–2022) in od 2022 Zuzana Muchová.
Sodelavci na Katedri za češki jezik in književnost so: dr. Petra Stankovska (2000–2005 zaposlena kot tuja lektorica, od 2004 docentka za bohemistiko, trenutno izredna profesorica za češki jezik), dr. Jana Šnytová (od 2011 asistentka za češko književnost, od 2018 docentka za češko književnost), lekt. Bojana Maltarić (od 1998 lektorica češkega jezika) in tuja lekt. Zuzana Muchová. Med letoma 2009–2012 je češko književnost predaval dr. Petr Hora (zaposlen kot docent za češko književnost) in asist. Žiga Mujakić je vodil lektorske vaje iz češkega jezika. Poleg njih izvajajo programe na področju bohemistike še: Vanda Babič, Andrej Rozman in Hotimir Tivadar.